# Jason Washburn
Jason Washburn (Painesville, 5 giugno 1990) è un cestista statunitense naturalizzato bulgaro.

## Palmarès
- Campionati bielorussi: 1

Cmoki MInsk: 2013-14
- Lega Balcanica: 1

Pristina: 2015-16